# Emil Vimieris
Emil Vimieris, litovski general, * 1885, † 1974.